# Кулактыколь (озеро)
Кулактыколь (каз. Құлақтыкөл) — озеро в Алтынсаринском районе Костанайской области Казахстана. Находится в 4 км к северо-западу от села Кубековка.
По данным топографической съёмки 1944 года, площадь поверхности озера составляет 1,75 км². Наибольшая длина озера — 2,1 км, наибольшая ширина — 1,5 км. Длина береговой линии составляет 6,1 км, развитие береговой линии — 1,3. Озеро расположено на высоте 191,8 м над уровнем моря.